# Vanzay
Vanzay é uma comuna francesa na região administrativa da Nova Aquitânia, no departamento de Deux-Sèvres. Estende-se por uma área de 11,4 km². Em 2010 a comuna tinha 246 habitantes (densidade: 21,6 hab./km²).